# Sierra de Omoa
La sierra de Omoa est une chaîne de montagne du Honduras située dans le Nord du département de Cortés.
La cordillère Nombre de Dios, la sierra del Espíritu Santo et la sierra de Omoa forment la cordillère del Norte.

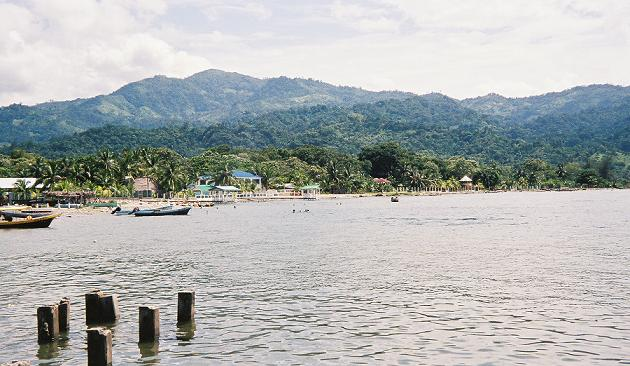
La sierra de Omoa dominant la ville éponyme.